# Drow
Les drows, ou elfes noirs, sont un peuple d'elfes dans le jeu de rôle Donjons et Dragons. Ils apparaissent dans plusieurs univers créés pour le jeu, principalement Faucongris et les Royaumes oubliés, et dans les fictions dérivés du jeu sur plusieurs supports, dont des romans et des jeux vidéo. Initialement présentés comme intrinsèquement maléfiques, les drows sont peu à peu diversifiés, d'abord par le biais de personnages de héros solitaires comme Drizzt Do'Urden, puis par l'ajout de cultures drows plus variées dans leurs alignements moraux.

## Conception et histoire éditoriale
Les drows apparaissent pour la première fois avec des caractéristiques techniques en 1981 dans un supplément du jeu de rôle sur table Donjons et dragons, le Fiend Folio (le « registre des démons »).
Selon Ed Greenwood, créateur des Royaumes oubliés, un univers de Donjons et dragons où les drows sont très présents, les drows du jeu semblent être basés sur les elfes noirs, particulièrement les dökkálfar de la mythologie nordique. Le terme drow dérive de l'écossais des îles Orcades et Shetland où le trow (trowe, drow) est une créature surnaturelle du folklore.
Les premiers scénarios pour Donjons et dragons mettant en scène des drows sont écrits par Gary Gygax et situés dans un univers appelé Faucongris : ils sont regroupés dans la campagne Queen of the Spiders.
Le peuple des drows est grandement approfondi à partir de 1986 dans les romans de R. A. Salvatore, auteur prolifique des romans situés cette fois dans un autre décor de campagne pour Donjons et dragons, les Royaumes oubliés. Dans le roman L'Éclat de cristal paru en 1988, Salvatore innove en créant le personnage de Drizzt Do'Urden, un drow solitaire qui a rejeté la culture maléfique de ses pairs udadrows et qui parcourt le monde, mais se heurte aux préjugés liés à son apparence physique et à sa culture d'origine.
Au fil des années, la description des drows comme intrinsèquement mauvais suscite des réactions plus négatives de la part des rôlistes, qui commencent à réclamer la suppression de ces limitations liées aux races dans les manuels de base officiels de Donjons et dragons ou créent des règles maison pour le faire eux-mêmes. Cette représentation d'elfes à peau noire fourbes et cruels devient considérée comme un héritage de stéréotypes racistes par une part grandissante du lectorat, au même titre que les orques également dotés d'une peau sombre et d'un alignement mauvais,. Dans les troisième et quatrième édition du jeu en 2000 et 2008, les drows sont présentés comme une « race monstrueuse jouable » mais leurs caractéristiques ne figurent qu'en tant qu'options supplémentaires fournies dans le Bestiaire monstrueux et non dans le Manuel des joueurs qui contient les règles de base de création d'un personnage. En 2004, le décor de campagne Eberron inclut des drows, mais sans référence à la déesse Lolth, dont l'influence ne s'étend pas à cet univers, de sorte que ces drows ne sont pas maléfiques. Dans la cinquième édition de Donjons et dragons parue en 2014, le Manuel des joueurs inclut pour la première fois les drows aux côtés des autres elfes en tant que race jouable, mais continue à les décrire comme intrinsèquement maléfiques. Les conseils de jeu officiels pour jouer des personnages drows recommandent de les présenter comme des marginaux rejetés par leur peuple, à l'image de Drizzt.
Les choses changent nettement à partir de 2020 avec le supplément Tasha's Cauldron of Everything, qui propose des règles alternatives de création de personnages où le choix d'une « race » n'est plus associé avec des limitations ou des bonus contraignants, ce qui donne davantage de liberté créative,. En 2021, après les manifestations et émeutes consécutives à la mort de George Floyd en 2020 et le mouvement Black Lives Matter, Wizards of the Coast, l'éditeur de Donjons et dragons et de ses romans dérivés, annonce officiellement, entre autres modifications, changer la manière dont les elfes noirs sont présentés aussi bien dans les règles de D&D que dans l'univers des Royaumes oubliés. R. A. Salvatore explore la société des elfes noirs dans la trilogie Way of the Drow où il détaille des elfes noirs non maléfiques ayant des coutumes variées : les Aevendrows et les Lorendrows et ces nouvelles cultures drows sont également ajoutées au jeu. La description des drows dans le Manuel des joueurs fait l'objet d'un erratum qui ne réduit plus les drows aux seuls drows maléfiques adorateurs de Lolth et reflète mieux la variété culturelle des drows développée au fil des suppléments et des œuvres dérivées du jeu.

## Description

### Apparence physique
Les drows sont des elfes à peau sombre de différentes teintes de couleurs foncés : ils ont la peau anthracite (gris très foncé, presque noir), ardoise, bleu de minuit ou rarement, bleu ardoise à la lumière du jour, et blanchâtre dans l'obscurité. Ils ont le plus souvent des cheveux blanc lunaire. Parfois, leurs yeux ne possèdent pas de pupilles, ils sont généralement rouge dans le noir.

### Langages
Les drows sont aussi éloquents et musicaux dans leur discours que les autres elfes, et sont capables d'apprendre aisément les sonorités des autres langues. N'importe quel drow moyen connaît au moins deux langues : la langue quotidienne ou « drow profond », ainsi qu'un langage silencieux de gestes et d'expressions. Cette langue silencieuse des drows, également appelée code gestuel, est un langage extraordinairement complexe et aussi détaillé que le langage parlé.
Le « drow » est la langue de tous les jours, corrompue par les modes passantes, le jargon de la langue du commerce et même par les mots d'autres langages (notamment l'orque, le nain, l'elfique, et les termes humains de magie). Il a une structure similaire au commun utilisé par les humains. Lorsqu'il est écrit, ses lettres ressemblent à du vieil elfique et aux textes manuscrits en thorass.

## DansFaucongris
Les premiers scénarios de jeu de rôle sur table à mettre en scène des drows se déroulent dans l'univers de Faucongris. Dans les scénarios regroupés en 1986 dans la campagne Queen of the Spiders, des drows adorateurs de la déesse araignée Lolth font des incursions dans Faucongris depuis leur monde souterrain, l'Outreterre, pour manipuler plusieurs populations de géants afin de servir leurs desseins maléfiques. Les personnages-joueurs en viennent à s'aventurer dans la cité souterraine d'Erelhei-Cinlu, qui est décrite en détail, puis dans la dimension abyssale de la déesse Lolth elle-même afin de l'affronter.

## Dans lesRoyaumes oubliés
L'univers des Royaumes oubliés donne une place grandissante aux drows, approfondis par l'intermédiaire des suppléments et des romans dérivés.

### Les Udadrows, serviteurs de Lolth

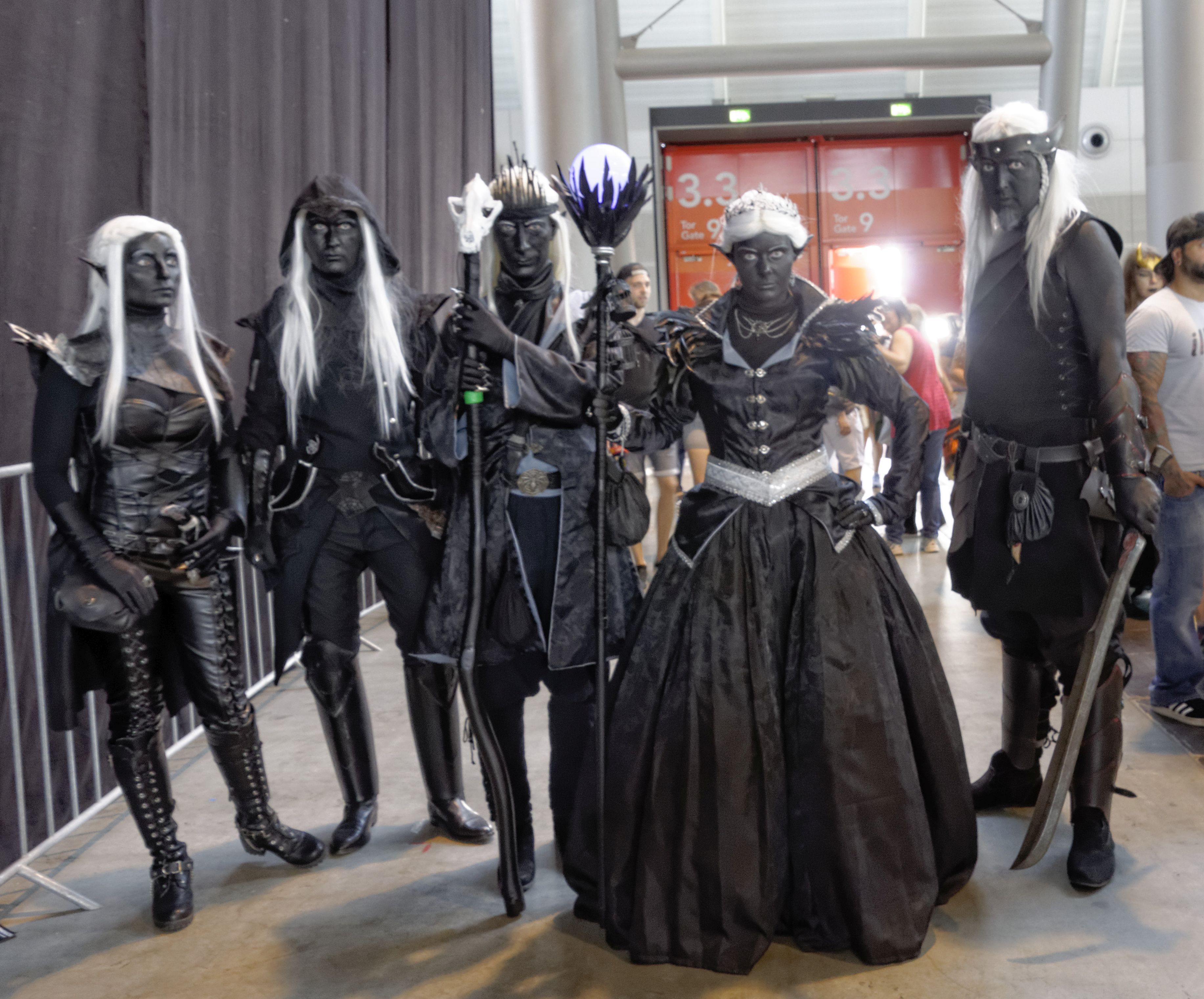
Groupe de fans en cosplay d'Udadrows à la Comic Con de Stuttgart, en Allemagne, en 2018.

#### Histoire
Autrefois, les elfes noirs vivaient à la surface, ils étaient connus sous le nom d'Ilythiiri. Secrètement soutenus par la déesse Lolth (qui s'appelait autrefois Araushnee avant son bannissement par les autres dieux de la Seldarine, le panthéon elfique), ainsi que par d'autres dieux maléfiques tel Ghaunadaur, les Ilythiiri complotèrent contre leurs cousins elfes. Les Guerres de la Couronne furent le résultat de ces luttes. La tentative de domination des elfes noirs échoua et les Ilythiiri furent bannis en Outreterre par Corellon Larethian en personne après la quatrième Guerre de la Couronne. Les Ilythiiri reçurent alors le surnom de Dhaeraow, qui signifie « traîtres » en elfique, et qui avec les siècles fut transformé par les humains en « drow ».
Relativement récemment, les elfes noirs ont émergé à la surface, non pas en fuite, mais en pleine entreprise de colonisation, du moins tel est leur but. Mais les elfes ne se laissent pas faire et livrent bataille pour défendre leurs territoires.
Les elfes noirs (se nommant eux-mêmes ilythiiri) livrent aux elfes depuis des temps immémoriaux une guerre meurtrière. En dehors de leur capacité à la magie et leur dextérité, ces deux peuples ne présentent pas beaucoup de points communs. Les uns vivent en harmonie avec la nature, en symbiose avec les arbres, dans les forêts les plus vieilles et orgueilleuses de ces mondes imaginaires, les autres vivent dans des villes souterraines, fuyant la lumière. Les uns maîtrisent les principaux arts, apprécient la poésie, et font admirablement de la musique, les autres se distinguent par des batailles sanglantes, et sont coutumiers des sacrifices d'elfes. Enfin, les uns sont bons et généreux, alors que les autres sont fourbes, mauvais, et machiavéliques.
Le peuple des Udadrows est associé aux araignées, reconnu pour son importante résistance à la magie et pour sa cruauté. Leur société est matriarcale et les prêtresses de leur divinité, Lolth, la déesse-araignée, tiennent les communautés udadrows d'une main de fer. Ils vouent une haine particulière envers les autres peuples d'elfes et demi-elfes, et cela en rapport avec un conflit généré entre Lolth et le principal dieu des elfes Corellon Larethian qui se termina par le schisme des elfes noirs.
Contrairement aux autres peuples d'elfes, les Udadrows vivent par la terreur, par le sang et par la haine. Ils tirent dans la plupart des cas vers l'alignement mauvais. Mais il est possible que certains drows soient attirés par la Neutralité, voire le Bien, au vu de l'existence d'une déesse drow d'alignement bon, Eilistraée, ainsi qu'à leurs caractéristiques d'alignement « généralement neutre mauvais »,.
Le drider est un udadrow qui a échoué à l'un des nombreux tests auxquels Lolth soumet à ses serviteurs et qui a été transformé en une bête monstrueuse de forme arachnéenne (buste drow, et corps arachnéen) reniée par la société drow.

#### Société
Les sociétés des Udadrows sont de celles où il est le plus difficile de survivre. Les Udadrows adorent le plus souvent la déesse araignée Lolth (ou Lloth) et ces sociétés sont donc à son image : fondées sur le chaos et la haine. Ce sont généralement les femelles prêtresses de Lolth qui dirigent. Ces matrones sont à la tête de maisons qui se livrent à des vendettas fratricides. Quand une maison sombre, tous ses ressortissants sont pourchassés et exterminés afin de ne pas laisser de témoins. La « justice » de Lolth précise en effet que sans témoin, aucune accusation ne peut être portée.
Quelques enclaves udadrow s'éloignent de ce modèle. L'influence de Lolth sur celles-ci est faible et ce sont alors les sorciers mâles qui dominent, souvent avec la bénédiction du dieu Vhaeraun. Cela reste cependant exceptionnel et la plupart des cités drows sont à l'image de la plus connue d'entre elles, Menzoberranzan, où Lolth et ses prêtresses règnent sans partage.

#### Religion
La société udadrow ne reconnaît qu'une seule divinité comme étant la leur, Lolth. Mais en vérité, il existe un panthéon appelé Seldarine Noire qui est composé de différentes divinités drow représentant chacune son domaine.
- Lolth
- Selvetarm
- Vhaeraun
- Eilistraée
- Kiaransalee
- Ghaunadaur

#### Personnages célèbres

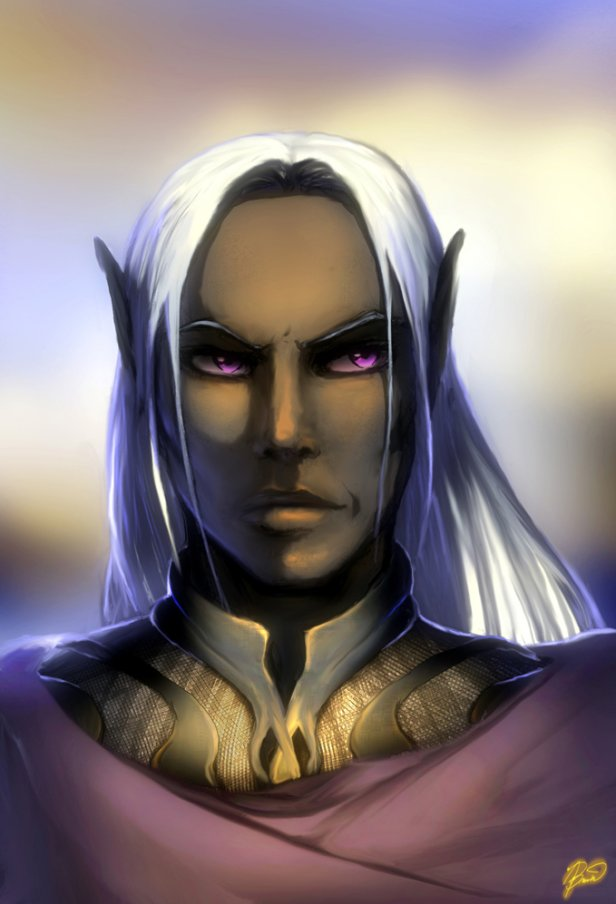
Dessin de fan montrant Drizzt Do'Urden.

Tous les elfes noirs ne sont pas aussi mauvais que les Udadrows, et certains, bien que très peu nombreux, ont fui l'Outreterre pour gagner une place et la paix à la surface. Le plus connu de ces héros est Drizzt Do'Urden, originaire de la cité de Menzoberranzan, qui a vite été écœuré par les actions de son peuple, et est venu vivre à la surface, où il s'est taillé une solide réputation. Il demeure au Valbise, au nord-ouest de l'Épine dorsale du monde, où il s'est entouré de solides compagnons d'aventure tels Cattie-Brie, Wulfgar, ou Bruenor Marteaudeguerre. Avec le magicien Elminster, il est l'un des héros les plus populaires des Royaumes.
Moins connue que Drizzt, Liriel Baenre a également quitté l'Outreterre pour suivre son compagnon barbare Fyodor jusqu'en Rashéménie.
Le mercenaire Jarlaxle a également séjourné à la surface, à Portcalim puis en Damarie.

### Les Aevendrows
Les Aevendrows sont des drows qui ont rejeté l'oppression de la déesse Lolth et sont partis s'installer dans le Nord de Faerûn.

### Les Lorendrows
Les Lorendrows ont rejeté eux aussi l'influence maléfique de la déesse Lolth. Ils ont développé une culture toute différente de celle des Udadrows. Les Lorendrows vivent dans la jungle et ont établi une relation de symbiose avec la nature environnante à l'aide de leurs druides.

## DansEberron
Les drows de l'univers d'Eberron, créé en 2004, ignorent l'influence de la déesse maléfique Lolth, qui ne s'étend pas à ce plan d'existence.

## Postérité dans d'autres univers

### Warhammer
Le monde de Warhammer, créé par l'entreprise britannique Games Workshop pour ses jeux de figurines (principalement Warhammer le jeu des batailles fantastiques) puis décliné en jeux de rôle sur table et en jeux vidéo, inclut des Elfes noirs, rivaux des Hauts elfes et des Elfes sylvains.

### Pathfinder
Le jeu de rôle sur table Pathfinder, édité en 2009 par Paizo, inclut également des drows dans son univers de fantasy appelé Golarion. Au début, cela ne pose pas de problème juridique en raison de la licence ludique libre (Open Game License, abrégée en OGL) de Wizards of the Coast, qui autorise des éditeurs tiers à reprendre un certain nombre d'éléments de base de Donjons et dragons et à les utiliser dans leurs propres jeux sous certaines conditions. En 2023, Wizards of the Coast annonce des changements dans cette licence OGL. Cela incite Paizo à modifier l'univers de Golarion afin le rendre nettement distinct de Donjons et dragons et de ne plus avoir recours à l'OGL. Plusieurs peuples sont ainsi modifiés, mais les drows sont abandonnés entièrement car considérés par les créateurs du jeu comme trop étroitement liés à Donjons et dragons.